# Pszeniec grzebieniasty
Pszeniec grzebieniasty (Melampyrum cristatum L.) – gatunek roślin należący do rodziny zarazowatych.

## Rozmieszczenie geograficzne
Występuje w Europie i Azji. W Polsce był uważany za gatunek prawdopodobnie wymarły; występował głównie w dolinach Odry i Wisły. W ostatnich latach potwierdzono jednak wiele stanowisk oraz odkryto nowe.

## Morfologia
ŁodygaDo 50 cm wysokości, omszona.
LiścieRównowąskolancetowate, całobrzegie, zaostrzone.
KwiatyUstawione w 4 rzędach w 4-graniasty kwiatostan. Przysadki rynienkowato złożone, ząbkowane u nasady, zielone, blade lub czerwonawe. Wierzchołek przysadek długi, całobrzegi, przegięty w dół. Ząbki przysadek krótsze od szerokości przysadek. Kielich dwa razy krótszy od rurki korony. Rurka kielicha pokryta szeregiem włosków. Górne ząbki kielicha dłuższe od dolnych. Korona różowopurpurowa lub blada, długości 13–16 mm. Rurka korony prosta.

## Biologia i ekologia
Roślina jednoroczna, pasożytnicza. Rośnie w lasach i zaroślach. Kwitnie od maja do sierpnia. Gatunek charakterystyczny związku Geranion sanguinei.

## Zagrożenia i ochrona
Roślina umieszczona na Czerwonej liście roślin i grzybów Polski (2006) w grupie gatunków wymarłych (kategoria zagrożenia Ex). W wydaniu z 2016 roku otrzymała kategorię VU (narażony).
Znajduje się także w Polskiej Czerwonej Księdze Roślin w kategorii VU (narażony). Objęta ścisłą ochroną.